# Classe Freedom
La classe Freedom est une classe de trois navires de croisière exploitée par la Royal Caribbean Cruise Line. Le premier paquebot de cette classe, le Freedom of the Seas, fut le plus gros navire à passagers dans le monde jusqu'à la mise en chantier, en 2009, de la classe Oasis (225 282 tonnes pour 360 m de longueur).

## Les unités de la classe
- Freedom of the Seas - mis en service en juin 2006.
- Liberty of the Seas - mis en service en mai 2007.
- Independence of the Seas - mis en service en mai 2008.

## Galerie

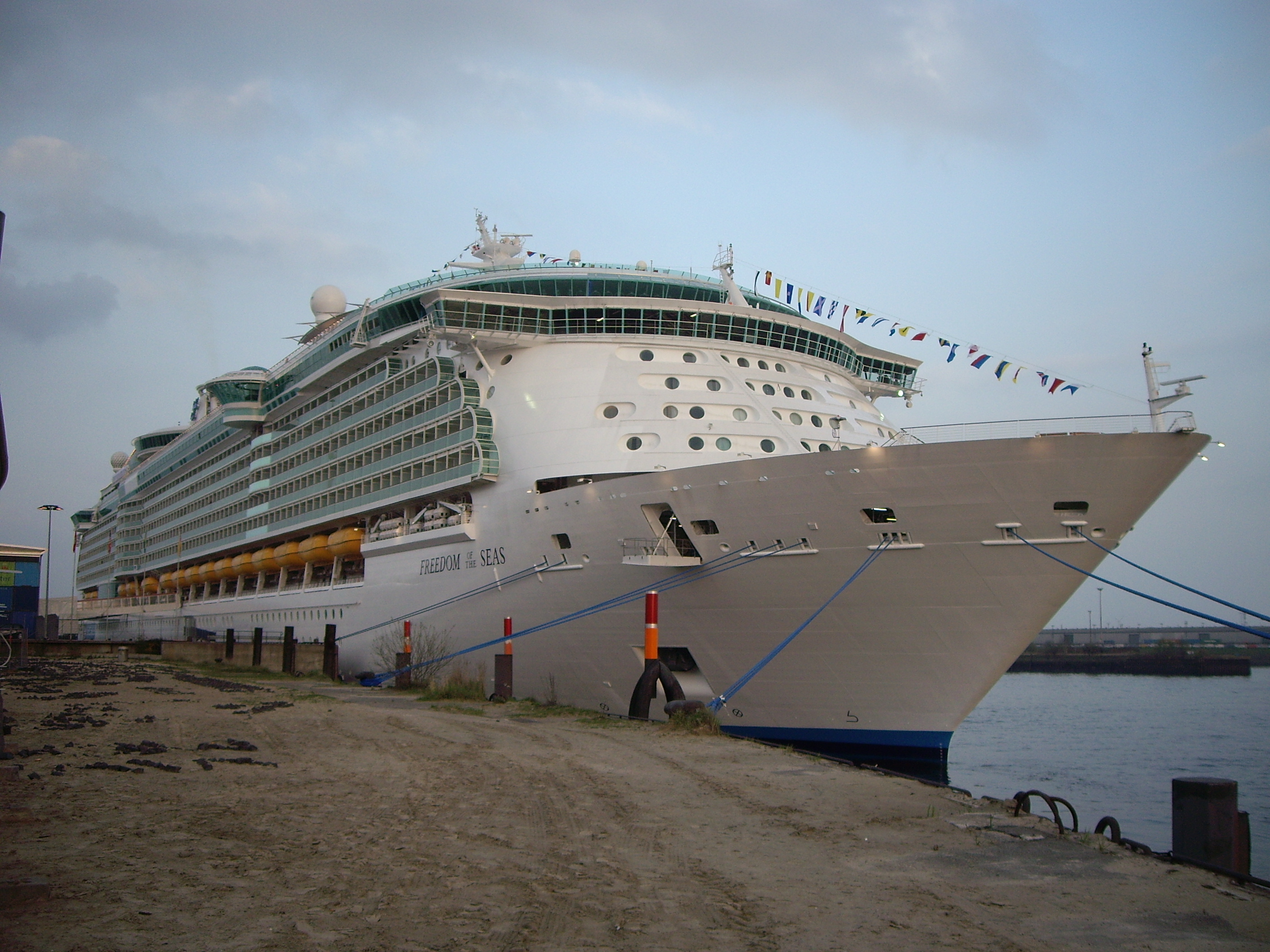
Freedom of the Seas
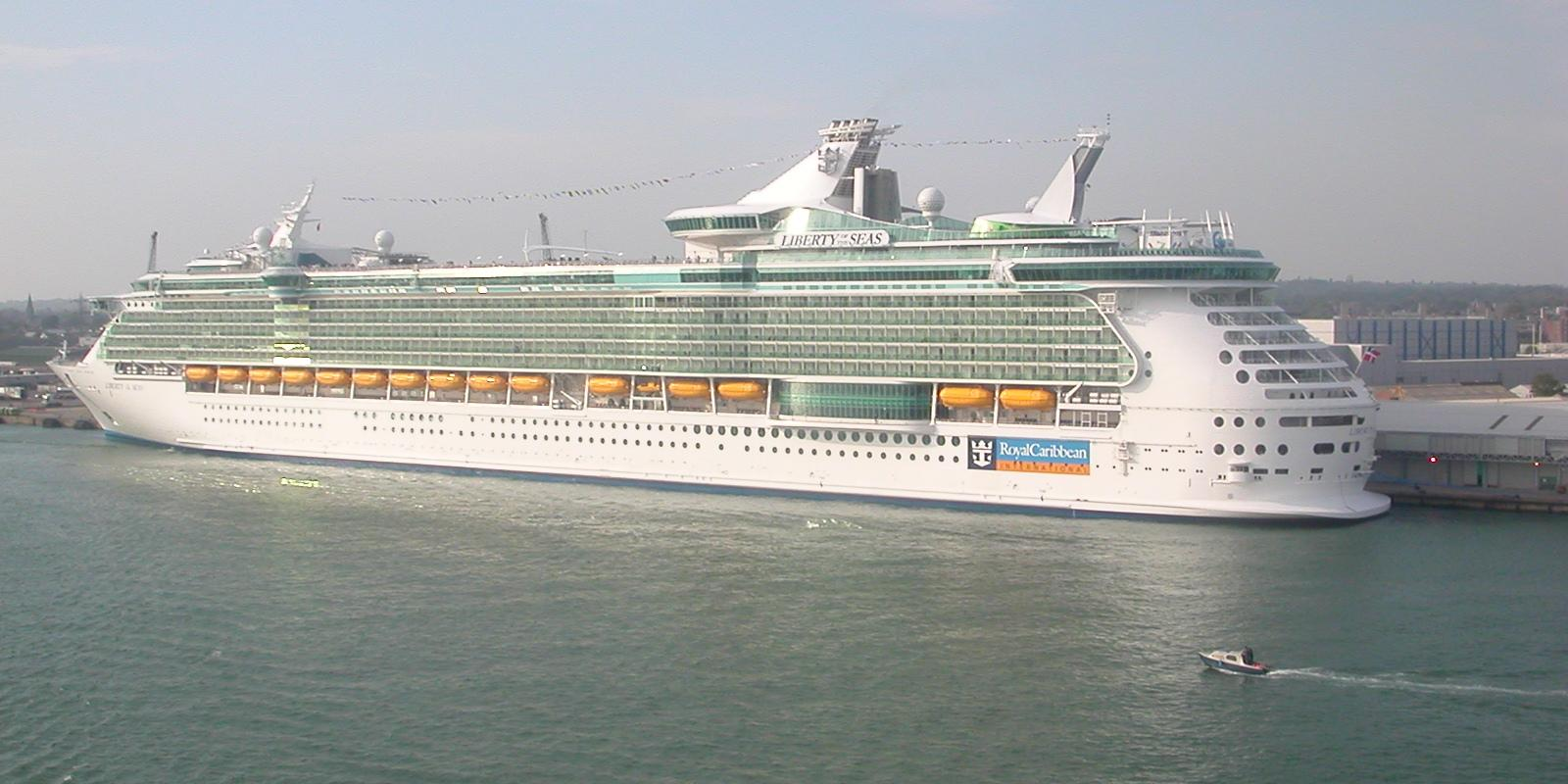
Liberty of the Seas
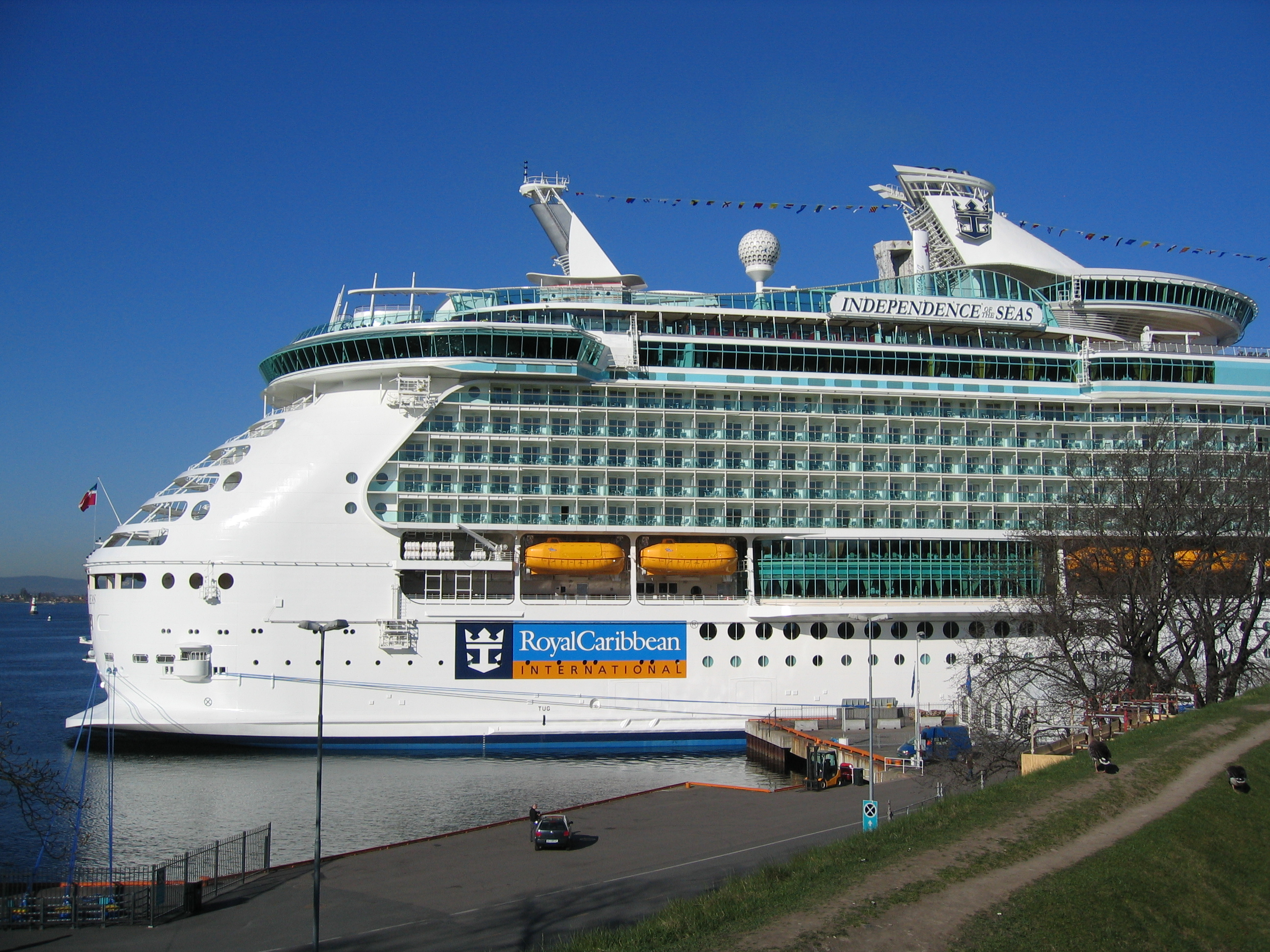
Independence of the Seas